# محمد محروس المدرس
الشيخ محمد محروس بن عبد اللطيف المدرس الأعظمي (1941 - 2022)، هو أستاذٌ وفقيهٌ عراقي، يرجع نسبهُ إلى قبيلة طيء القحطانية ويُطلق عليه البعض لقب «شيخ الحنفية في بغداد».

## ولادته ونشأته

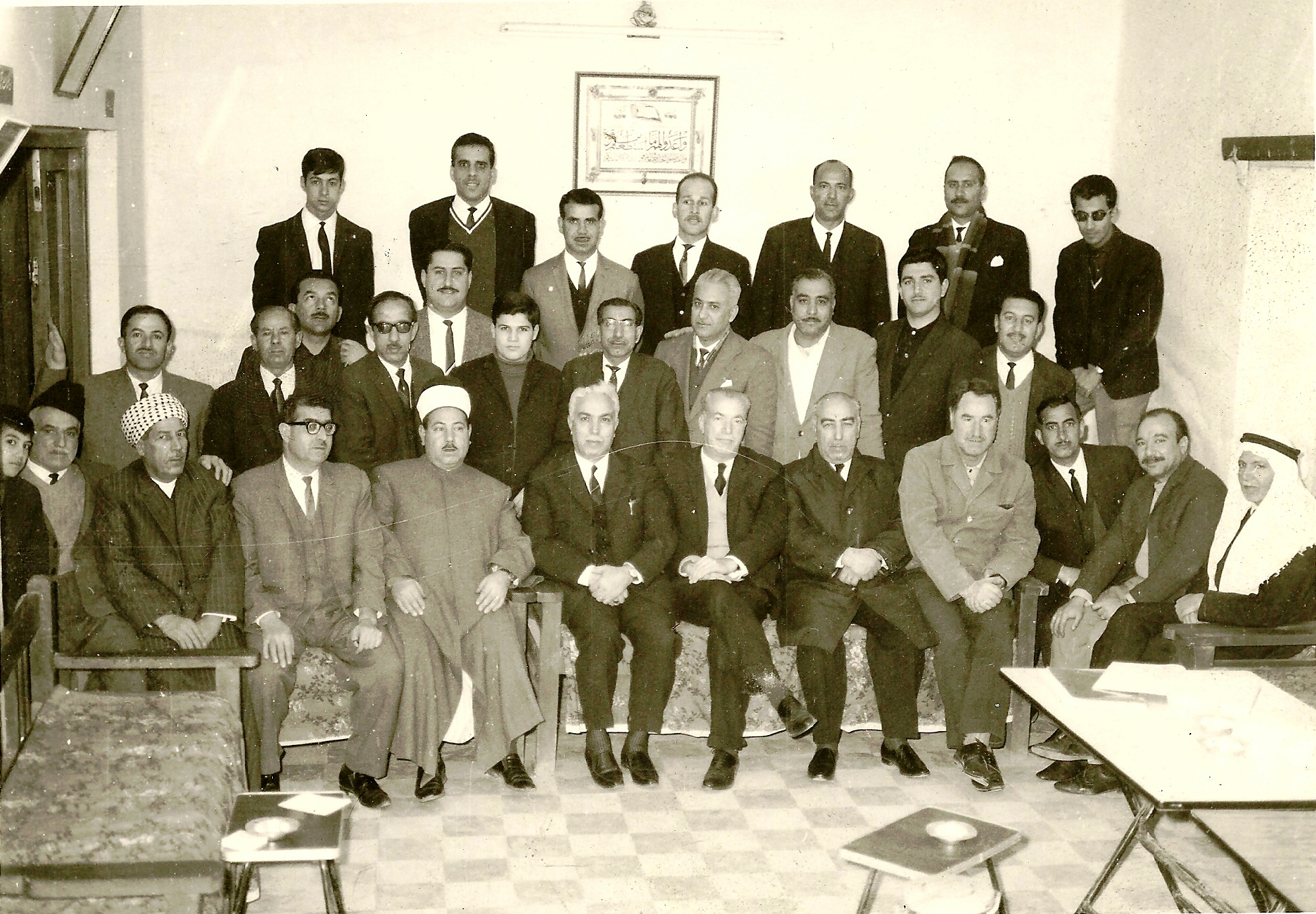
جمعية منتدى الإمام أبي حنيفة التي كان الشيخ المدرس أحد مؤسسيها ويظهر في الصورة

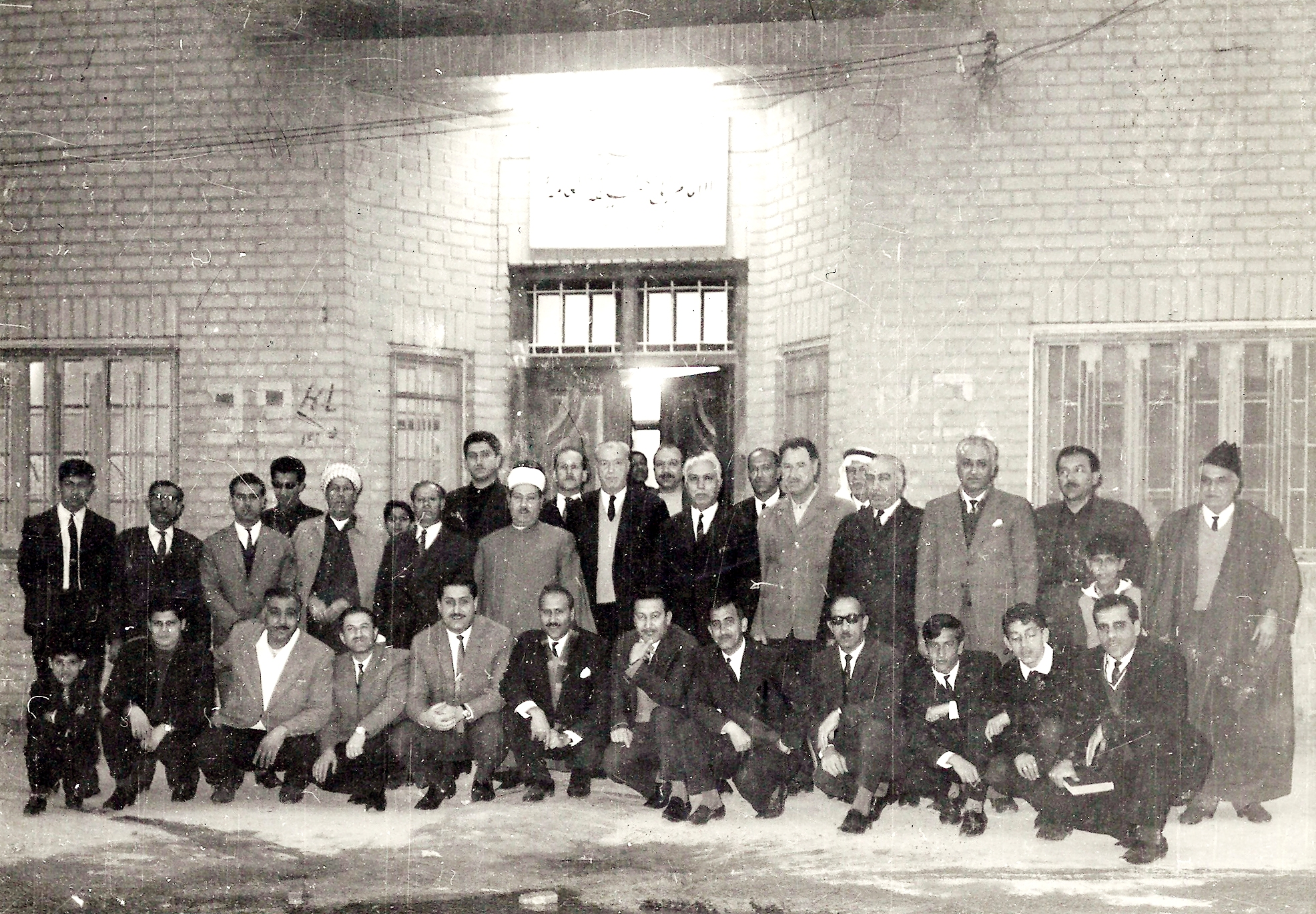
الشيخ محمد محروس المدرس مع مجموعة من أهالي الأعظمية قرب المقر القديم لجمعية الإمام أبي حنيفة

ولد الشيخ محمد محروس في الأعظمية في مدينة بغداد عام 1360هـ/1941م، وأكمل تحصيله الدراسي من كلية الحقوق في جامعة بغداد عام 1963م، وعمل بعد تخرجهِ في المحاماة لغاية عام 1965، ثم دخل دورة إعداد مدراء النواحي في عام 1965، وشغل منصب مدير ناحيَّة من عام 1965 إلى عام 1967، ثم عمل موظفاً حقوقياً في شعبة الحقوق بديوان وزارة الداخليَّة. وبعدها سافر إلى مصر وحصل على شهادة دبلوم شريعة من جامعة القاهرة في كلية الحقوق عام 1968م، ثم شهادة الماجستير في الفقه المقارن من جامعة الأزهر في كلية الشريعة والقانون عام 1969م، وبعدها حصل على شهادة الدكتوراه في الفقه المقارن بمرتبة الشرف من جامع الأزهر عام 1976م، وهو من أساتذة وشيوخ بغداد المعروفين، وألتزم التدريس في كلية الإمام الأعظم للدراسات الإسلامية في جامع أبي حنيفة، عامي 1977 و1978م، وكذلك في كلية القانون بجامعة بغداد.
ودرس مادة الفقه الجنائي الإسلامي في كلية الشرطة العراقية للعام الدراسي 1988 - 1989م.
كما اجتهد في تدريس علوم: الفقه، وأصول الفقه الحنفي، وأصول الفقه الشافعي، وعلم القواعد الكليَّة، ولعدة سنين في دورات منتدى الإمام أبي حنيفة، وفي المدرسة الوفائيَّة الدينيَّة، وبصورة طوعية بعد أوقات الدوام الرسمي، حيث كان هو متولي المسجد والمدرسة.
وشارك في التدريس في الجامعة الإسلامية العالمية بماليزيا، واعتباراً من 22 شباط 2002م، كما شارك عضوا مناقشا في العديد من رسائل الماجستير والدكتوراه، والإشراف على الرسائل العلمية وعلى بعض الرسائل في الجامعة الإسلامية العالمية.
وشارك أيضا في مؤتمرات علمية إسلامية، في: العراق، والبحرين، والكويت والسعودية، والأردن، والهند، ولهُ مشاركة في الندوات التلفازية، والأحاديث الإذاعية وهو عضو دائم في مجمع الفقه الإسلامي الهندي، وكان رئيساً لجمعية منتدى الإمام أبي حنيفة في الأعظمية لما يقرب من عشر سنوات، ولهُ الكثير من المؤلفات والرسائل العلمية والكتب والمقالات.

## فترته في البحرين
في منتصف العقد الأول وبسبب أوضاع العراق السيئة حينها، عاش محمد محروس المدرس في البحرين وقد درس في معاهد ومن عديدة وكون صداقات متنوعة من مشايخ البحرين وعاش في مدينة الرفاع.كان يدرس كاستاذ (بروفيسور) في كلية الحقوق، جامعة البحرين لفترة بعد ان يذهب إلى الشام ويعود بعدها إلى العراق ليستقر من جديد.
ذكر في كتابه مشايخ القند في آل العلقبند عن إشتياقهِ للعراق في فترته في البحرين حتى أنه كتب أبيات شعرية عن البحرين مستذكرا بغداد والعراق بنخيلها وشواطئها وبرها وأنهارها.

## ترأسه لحملة الحج العراقية في السبعينات
كان الشيخ محمد محروس رئيساً لحملة الحج العراقية في عقد السبعينات وقابل حينها الملك خالد كممثل للحجاج العراقيين.

## من مؤلفاته

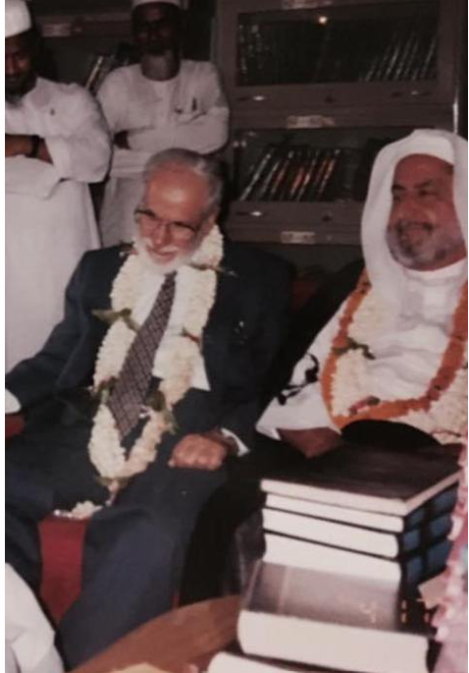
وصول الشيخ محمد محروس المدرس الطائي للهند لحضور إحدى المؤتمرات.

الشيخ محمد محروس المدرس لهُ مؤلفات عديدة، ومنها:
- المباحث الضرورية لدراسة مذهب الحنفية - مطبعة أنوار دجلة - بغداد 2016.
- مباحث في الاقتصاد الإسلامي المعاصر - دار ألوان للطباعة والنشر والتوزيع - بغداد - الطبعة الأولى 2017.
- قراءة قرآنية في سورة يوسف - مكتبة أمير - كركوك 2015.
- مشايخ بلخ من الحنفية وما أنفردوا به من المسائل الفقهية- مطبعة الأوقاف العراقية - سنة 1978م.
- رفع أكف الضراعة لجمع كلمة أهل السنة والجماعة.
- مصطلحات رمضانية.
- الزكاة ومصرف (في سبيل الله) والدعوة الإسلامية وتأسيس البنوك الإسلامية - بحث مقدم إلى المجمع الفقهي الهندي – طبع في العراق عام 2000 - نشر في مجلة (بحث ونظر) التي يصدرها: مجمع الفقه الإسلامي الهندي.
- كتاب الأجهاض.
- مذكرات في علم الأصول.
- أموال الزكاة والدعوة الإسلامية.
- أسماء القرآن في القرآن - طبع في المملكة الأردنية، عمان، دار الأعلام للنشر والتوزيع 2010.
- العروبة والإسلام والعلاقة بينهما - المركز العربي للدراسات والبحوث العلمية - مصر - الطبعة الأولى 2019.
- سرعة البديهة في التراث.
- آداب المجالس، (مقالة).
- غرابية ميكافيلي وميكافيلية الغراب، (مقالة).
- أمريكا تخبط أم تخطيط. (مقالة).
- الشخصيَّة الإسلامية وموقعها اليوم بين النظم القانونية والعقائد - دار البشير - عمان 1993م، ومكتبة أمير - كركوك 2015.
- نِثار العقول في علم الأصول - (محاضرات ألقيت على طلبة كلية القانون) في جامعة بغداد.
- الاستنساخ البشري بين الطب والقانون - بحث مشترك مع عدد من الأساتذة - بيت الحكمة -1999م.
- حكمة تقبيل الحجر الأسود - (مقالة) في مجلة الرسالة الإسلامية - بغداد.
- المرة والتكرار في أوامر النصوص الشرعية - مأخوذ من بحث منشور في مجلة المجمع العلمي العراقي.
- العقل والنفس والروح - مخطوط.
- مكانة الحرف العربي في الإسلام - مخطوط.
- شرح وصية الإمام الأعظم لتلميذهِ الإمام أبي يوسف (في آداب العالم والمتعلم) - مخطوط.
- مشايخ القند في العلقبند (2022).
- جمع الجذاذ في جهدي التلميذ والاستاذ ومعهُ كتاب عظمة التشريع الإسلامي. (طبع بعد وفاته).

## وفاته
توفي الشيخ محمد المدرس في دارهِ بالأعظمية ببغداد يوم الخميس 9 رجب 1443 هجريًا الموافق 10 شباط (فبراير) 2022 ميلاديًا، عن عمرٍ ناهز 81 عامًا.

## بحثه في المذهب الحنفي

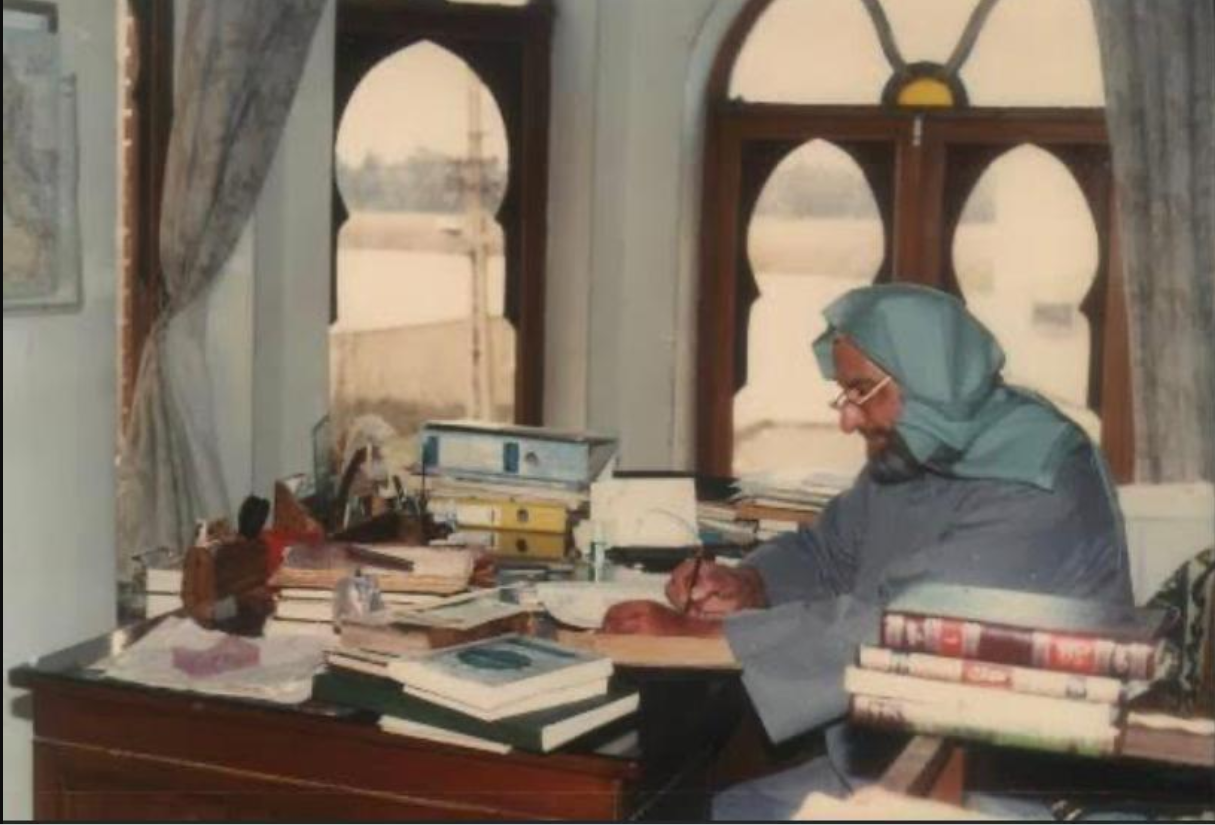
صورة للشيخ وهو جالس في مكتبه

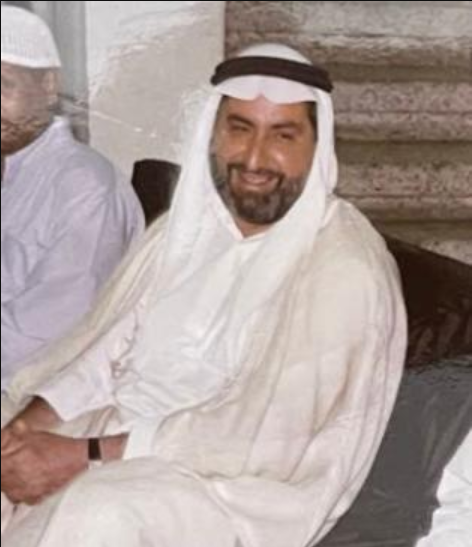
صورة للشيخ المدرس أيام شبابهِ في جامع الإمام الأعظم

ترك الشيخ المدرس إرثا من البحوث في المذهب الحنفي بكتبه ودروسه ومقالاته وتوجهاته السياسية، وعرف عن العلامة المدرس وسطيته ومقبوليته ليس فقط من جميع الجهات السنية، وإنما عند المرجعيات الشيعية أيضا، إذ نعته مدرسة «الإمام الخالصي» في مدينة الكاظمية، وقال بيان عن المدرسة إن العراق فقد «قامة علمية شامخة»، مؤكدا بأنه «من العلماء الأفذاذ الذين قضوا حياتهم في العلم والعمل منذ نشأتهم وحتى آخر لحظات حياتهم». وأشار البيان إلى أن الراحل «كان ممن جابهوا ظلم الأنظمة الجائرة وعُذّب وأُذي حتى ظهر ذلك في جسده وتحمل الأذى حتى سقط نظام البعثي، ولكنه ثبت ولم يخدع بالبدائل المزيفة، فرفض مشروع الاحتلال (الأميركي عام 2003) ومخططاته، فلم ينزلق إلى طائفية حقيرة، أو خديعة سيئة، ولا محاصصة تافهة أو عملية سياسية فاسدة». وأضاف «لقد أدى الراحل دور العلماء والصالحين متمسكا بنهج الأئمة الهداة المهديين ممن عاش في كنفهم وقرأ محنتهم كالإمام الكاظم، وممن عاش محنته مع حكّام الملك العضوض فسار على نهجهم وتابع مسيرتهم في العلم والدين كالإمام أبي حنيفة النعمان، حيث كان الفقيد من أبرز حملة الفقه الحنفي ومدرسيه في هذا الزمان».
وقال أيضا أن المدرس «كانت له علاقات تاريخية مع علماء مدرستنا منذ عقد الستينيات، فكان مع أخينا الأكبر والعلامة المرجع الشيخ محمد مهدي الخالصي في كلية الحقوق ببغداد»، وظلت هذه العلاقة إلى أيامه الأخيرة، كما تواصل مع علماء الحوزة العلمية في النجف وكربلاء وبغداد والكاظمية والعراق عموما.